# Phi đội Hổ Bay

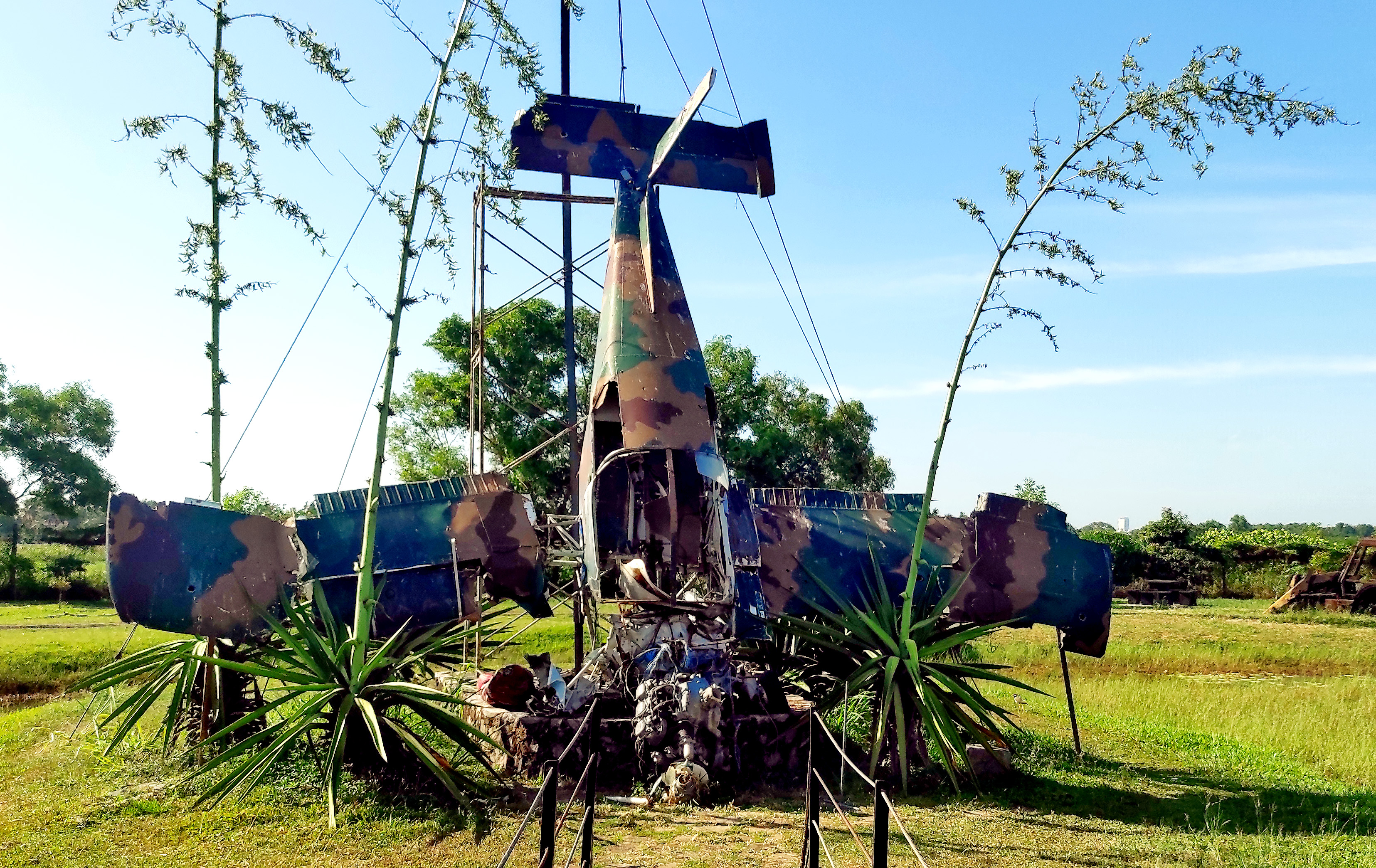
Một chiếc Zlin Z 43 của phi đội Hổ Bay

Phi đội Hổ Bay (tiếng Tamil: வான்புலிகள், tên gọi quốc tế: Air Tigers) là một đơn vị không quân của lực lượng Những con hổ giải phóng Tamil (LTTE) đây là một cánh quân quan trọng bên cạnh các lực lượng Hổ Đen (lực lượng chuyên đánh bom tự sát), lực lượng Hổ Biển (gồm những thương thuyền) là vũ khí quan trọng của Hổ Tamil trong cuộc chiến đấu với Chính quyền Sri Lanka trong suốt cuộc chiến tranh Ealam lần thứ IV. Đây là một lực lượng không quân riêng của Hổ Tamil với những chiến đấu cơ hạng nhẹ có phần lạc hậu nhưng có thể hoạt động trong đêm. Phi đội này từng tham gia nhiều chiến dịch quan trọng, đặc biệt là vụ Không kích cảm tử vào Colombo vào năm 2009.

## Tổ chức
Phi đội Hổ Bay bao gồm những chiến đấu cơ hạng nhẹ có phần lạc hậu nhưng có thể hoạt động trong đêm phi công Hổ Tamil không có dụng cụ để bay đêm mà chỉ có một đèn bấm và một máy định vị trí đồng thời những máy bay này có thể cất cánh từ những đường băng trong rừng rậm để tác chiến. 
| Chủng loại          | Số lượng |
| ------------------- | -------- |
| Máy bay phản lực    | 2        |
| ZLIN 143            | 5        |
| Trực thăng          | 2        |
| Không rõ chủng loại | 2        |

Những loại máy bay hạng nhẹ của Hổ Tamil không rõ chủng loại, Chúng được vận chuyển lậu bằng cách tháo rời từng bộ phận vào Sri Lanka, sau đó lắp ráp lại và cải tiến để có thể mang bom đi tấn công. Theo nguồn tin từ Colombo thì hổ Tamil hữu một số máy bay Zlin-143 do Cộng hòa Czech sản xuất, có hai ghế ngồi và động cơ cánh quạt.
Những chiếc máy bay này được gắn bom một cách hoàn toàn thủ công, mỗi chiếc máy bay loại này có thể mang 4 quả bom. Mỗi quả bom treo dưới máy bay có chiều dài khoảng 1,2 mét và đường kính 30 cm. Chúng được gắn bộ phận đuôi có 6 cánh để giữ sự ổn định khi ném xuống mục tiêu. Ngoài những quả bom, các kỹ thuật viên của lực lượng này còn tăng cường khả năng chiến đấu cho máy bay bằng cách gắn thêm một khẩu súng máy để phi công sử dụng.

## Tham gia chiến đấu

### Trận đầu ra quân
Vào đêm 25 tháng 3 năm 2007 phe nổi dậy Hổ Tamil lần đầu tiên sử dụng không lực tấn công vào một căn cứ gần thủ đô Colombo của Sri Lanka. Hổ Tamil sử dụng 02 chiếc phi cơ loại nhẹ thả hai quả bom bay vào khu vực đỗ máy bay và trực thăng vũ trang tại sân bay Colombo trong đó một chiếc phi cơ hạng nhẹ đã thả các chất nổ xuống khu vực quân sự của sân bay. Nhiều nhân chứng cho biết nghe thấy những tiếng nổ và tiếng súng từ phía sân bay.
Kết quả phi vụ không kích: Hai chiếc phi cơ tham gia trong vụ ném bom này đã bay khỏi khu vực đó an toàn, phía Chính phủ Sri Lanka cho biết ba người thiệt mạng và ít nhất 16 người bị thương Sân bay quốc tế Colombo vốn không bị hư hại đã phải đóng cửa một lúc, đường sá dẫn tới sân bay bị chặn và hành khách lên máy bay đều bị cảnh sát chặn lại trên đường ra sân bay.

### Không kích Thủ đô
Khi chiến sự giữa quân Chính phủ Sri Lanka và quân Hổ Tamil đang diễn ra ác liệt và Hổ Tamil có phần núng thế, quân chính phủ Sri Lanka đã đẩy lực lượng Hổ Tamil vào co cụm trong các cánh rừng ở miền bắc thì Bộ chỉ huy quân Hổ Tamil quyết định sử dụng lực lượng phi đội Hổ Bay để tấn công gây tiếng vang nhằm góp phần xoay chuyển tình thế.
Khi Chính phủ Sri Lanka từng tuyên bố đã phá hủy toàn bộ các đường băng bí mật của phiến quân và tiêu diệt lực lượng không quân nhỏ bé của nhóm này thì vào nữa đêm ngày 20 tháng 2 năm 2009, lực lượng Hổ Tamil huy động hai chiếc máy bay tấn công thành phố Colombo. Mỗi phi cơ có chở theo 215 ký lô chất nổ C-4, loại chất nổ có sức công phá lớn và tấn công theo kiểu cảm tử.
Cuộc tấn công diễn ra bất ngờ làm hai người thiệt mạng và 45 người bị thương sau đó hai chiếc máy bay này cùng đâm xuống đất và nổ tung. Một trong hai chiếc máy bay đã đâm xuống Văn phòng cơ quan thuế quốc gia gây ra thương vong tại đây và khiến tòa nhà này bốc cháy. Chiếc còn lại bị quân đội quốc gia bắn rơi gần sân bay quốc tế Colombo. Thành phố Colombo được đặt trong tình trạng báo động từ lúc 21h30' tối và điện bị cắt hoàn toàn. Trong khi đó những loạt đạn của súng phòng không lao vun vút trên bầu trời đêm thủ đô Sri Lanka. Tòa nhà cao tầng của cơ quan thuế quốc gia bị vỡ hầu hết các cửa kính và một số tầng bốc cháy sau khi một chiếc máy bay đâm trúng
Phía Hổ Tamil nói rằng cuộc tấn công, vốn làm bốn người thiệt mạng, kể cả hai phi công Hổ Tamil, và 58 người khác bị thương, đã rất thành công. Theo phía Chính phủ thì các phi cơ phiến quân bay về Colombo. Lực lượng phòng vệ chính phủ ở nơi này đã ra lệnh báo động, bắn hạ một chiếc ở gần phi trường chính và buộc chiếc thứ nhì ra khỏi hướng bay, rơi vào văn phòng sở thuế nhà nước. Theo phát ngôn viên không quân, Janaka Nanayakkara các đơn vị phòng không bảo vệ thủ đô đã ngăn chặn được một thiệt hại lớn lao. Tại quốc gia láng giềng Ấn Độ, hệ thống phòng không cũng được lệnh báo động để đề phòng trường hợp phi cơ địch tấn công.

## Tan rã
Mãi cho đến năm 2008, thì không quân quân đội Sri Lanka mới lần đầu tiên bắn hạ một chiếc máy bay của lực lượng phiến quân Hổ Tamil. Sau đó, khi chiến tranh với Hổ Tamil, quân Chính phủ dần chiếm ưu thế và thắng lợi toàn cục trong cuộc chiến tranh này, lực lượng Hổ bay theo đó cũng bị giải tán.